# 마난
마난(麻煖)은 고려의 장군이며, 고려 개국공신(開國功臣)이다. 영평 마씨의 시조이다.
궁예(弓裔)를 무너뜨리고 고려를 건국하는데 큰 공로를 세워 고려 태조 원년(918년) 견권(堅權), 능식(能寔), 권신(權愼), 염상(廉湘), 김락(金樂), 연주(連珠) 등과 함께 개국 이등공신에 녹훈되어 금은 그릇과 비단 등을 하사받았다.